# Pentonville

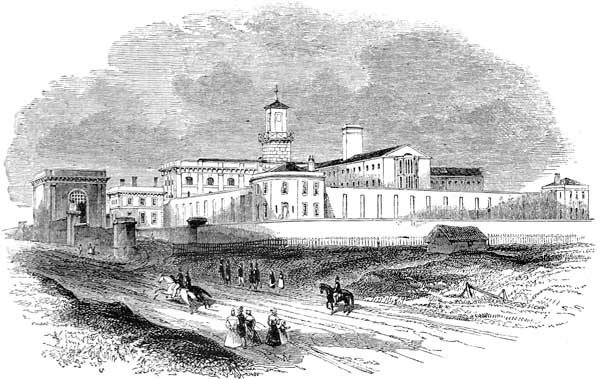
La prigione di Pentonville, sita a Caledonian Road.

Pentonville è un quartiere di Londra facente parte del borgo londinese di Islington.

## Origini del nome
Il nome dell'area è dovuto all'architetto britannico Henry Penton, che costruì numerose strade nell'area.

## Storia
Pentonville originariamente faceva parte di Clerkenwell, ed è stato incorporato nel Metropolitan Borough of Finsbury dal London Government Act del 1899. L'area è stata infine incorporata nel London Borough of Islington dal 1965.

## Località confinanti con Pentonville
- Islington;
- King's Cross;
- Finsbury;
- Angel.

## Pentonville nella cultura di massa
Pentonville è una traccia reggae dell'album Down in Albion dei Babyshambles.
Inoltre Mr Brownlow, uno dei personaggi dell'opera Oliver Twist, possedeva una casa in una "quieta strada ombrosa vicino Pentonville" nel libro e nella maggior parte degli adattamenti cinematografici (comunque, nel musical Oliver!, Mr Brownlow vive a Bloomsbury Square.
Pentonville è molto famosa anche per la HM Prison Pentonville, situata nell'area, precisamente nella strada denominata Caledonian Road.